# Sofronio Aguirre Bancud

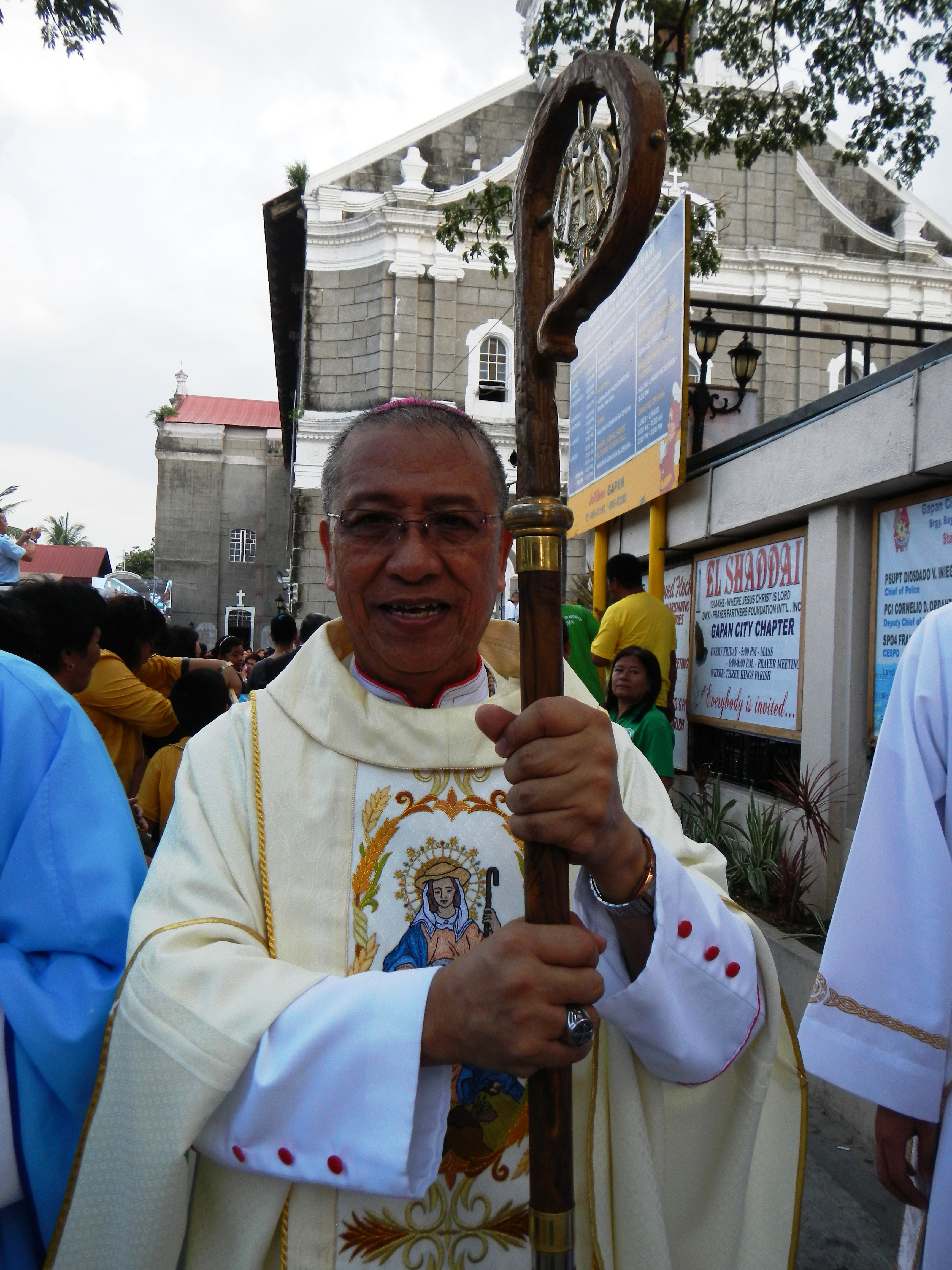
Sofronio Aguirre Bancud, 2014

Sofronio Aguirre Bancud SSS (* 8. Dezember 1948 in Atulayan) ist ein philippinischer Ordensgeistlicher und emeritierter römisch-katholischer Bischof von Cabanatuan.

## Leben
Sofronio Aguirre Bancud trat der Ordensgemeinschaft der Eucharistiner bei und empfing am 2. Mai 1977 die Priesterweihe.
Papst Benedikt XVI. ernannte ihn am 24. Mai 2001 zum Weihbischof in Cabanatuan und Titularbischof von Bida. Die Bischofsweihe spendete ihm der Apostolische Nuntius auf den Philippinen, Antonio Franco, am 2. August desselben Jahres; Mitkonsekratoren waren Diosdado Aenlle Talamayan, Erzbischof von Tuguegarao, und Sofio Guinto Balce, Bischof von Cabanatuan.
Am 6. November 2004 wurde er zum Bischof von Cabanatuan ernannt und am 25. Januar des nächsten Jahres in das Amt eingeführt.
Papst Franziskus nahm am 8. Dezember 2024 das altersbedingte Rücktrittsgesuch von Sofronio Aguirre Bancud an.